# گلی (فصل ۲)

نماد سریال گلی

فصل دوم سریال موزیکال کمدی-درام گلی (به انگلیسی: glee) بین ۲۱ سپتامبر ۲۰۱۰ تا ۲۴ مه ۲۰۱۱ در شبکه رسانه‌ای فاکس در آمریکا پخش شد. این فصل ۲۲ قسمتی توسط فاکس قرن بیستم و رایان مورفی تهیه شد.
این فصل دربارهٔ یک کلوپ گلی در یک مدرسه خیالی به نام مک‌کینلی در شهر لایما، اوهایو رخ می‌دهد. شخصیت‌های مرکزی سریال معلم گلی ویل شوستر (متیو موریسون), مربی هلهله‌چیان سو سیلوستر (جین لینچ), مشاور مدرسه اما پیلزبری (جیما میس), و اعضای کلوپ گلی آرتی آبرامز (کوین مک‌هیلز), بریتنی پیرز (هیثر موریس), فین هادسون (کوری مونتیه), کرت هامل (کریس کولفر), مرسدس جونز (امبر رایلی), پاک (مارک سلینگ), کویین فبری (دیانا آگرون), ریچل بری (لی میشل), سانتانا لوپز (نایا ریورا) و تینا کوهن-چنگ (جنا آشکویتز) هستند. همچنین همسر سابق ویل شوستر تری شوستر (جسیلین گیلسیگ) و پدر کرت برت (مایک اومالی) و دوست پسر کرت بلین اندرسون(دارن کریس) نیز شخصیت‌هایی هستند که در کنار شخصیت اصلی حضور دارند.
از ترانه‌های این سریال که به‌طور جداگانه فروش رفتند ۱۵۶ ترانه در چارت حضور یافتند. همچنین ترانه‌هایی رویای نوجوانی (بازخوانی توسط بلین اندروسون) و بازنده مثل من نیز در هفته اول بیش از ۲۰۰٬۰۰۰ نسخه فروش رفتند و جزو ده ترانه برتر چارت آمریکا و کانادا قرار گرفتند؛ و همچنین گواهی طلا از آمریکا نیز گرفتند. این فصل برای دوازده جایزه امی، پنج جایزه گلدن گلوب، پنج جایزه ستلایت و بیش از پنجاه جایزه دیگر نامزد شد.

## قسمت‌ها
| شماره در سریال | شماره در فصل | عنوان                      | کارگردان              | نویسنده                                            | تاریخ پخش شدن   | بینندگان در آمریکا (به میلیون) |
| -------------- | ------------ | -------------------------- | --------------------- | -------------------------------------------------- | --------------- | ------------------------------ |
| ۲۳             | ۱            | «امتحان»                   | برد فالچاک            | یان برنن                                           | ۲۱ سپتامبر ۲۰۱۰ | ۱۲٫۴۵                          |
| ۲۴             | ۲            | «بریتنی/بریتنی»            | رایان مورفی (نویسنده) | رایان مورفی                                        | ۲۸ سپتامبر ۲۰۱۰ | ۱۳٫۵۱                          |
| ۲۵             | ۳            | «چیزز سوخته»               | آلفسونو گومز رجون     | برد فالچاک                                         | ۵ اکتبر ۲۰۱۰    | ۱۱٫۲۰                          |
| ۲۶             | ۴            | «دوئت‌ها»                   | اریک استولتز          | یان برنن                                           | ۱۲ اکتبر ۲۰۱۰   | ۱۱٫۳۶                          |
| ۲۷             | ۵            | «شوی ترسناک گلی راکی»      | آدام شنکمن            | داستان: رایان مورفی & تیم ولستان اجرا: رایان مورفی | ۲۶ اکتبر ۲۰۱۰   | ۱۱٫۷۶                          |
| ۲۸             | ۶            | «تاکنون بوسیده نشده»       | Bradley Buecker       | برد فالکچاک                                        | ۹ نوامبر ۲۰۱۰   | ۱۰٫۹۹                          |
| ۲۹             | ۷            | «جایگزین»                  | رایان مورفی           | یان برنن                                           | ۱۶ نوامبر ۲۰۱۰  | ۱۱٫۷۰                          |
| ۳۰             | ۸            | «فرت»                      | Carol Banker          | رایان مورفی                                        | ۲۳ نوامبر ۲۰۱۰  | ۱۰٫۴۱                          |
| ۳۱             | ۹            | «تدریس ویژه»               | پاریس بارکلی          | برد فالکچاک                                        | ۳۰ نوامبر ۲۰۱۰  | ۱۱٫۶۸                          |
| ۳۲             | ۱۰           | «یک کریسمس خیلی گلی»       | Alfonso Gomez-Rejon   | یان برنن                                           | ۷ دسامبر ۲۰۱۰   | ۱۱٫۰۷                          |
| ۳۳             | ۱۱           | «مخلوط سو سیلوستر»         | برد فالکچاک           | یان برنن                                           | ۶ فوریه ۲۰۱۱    | ۲۶٫۸۰                          |
| ۳۴             | ۱۲           | «ترانه‌های عاشقانه احمقانه» | تاته داناوان          | رایان مورفی                                        | ۸ فوریه ۲۰۱۱    | ۱۱٫۵۸                          |
| ۳۵             | ۱۳           | «بازگشت»                   | Bradley Buecker       | رایان مورفی                                        | ۱۵ فوریه ۲۰۱۱   | ۱۰٫۵۳                          |
| ۳۶             | ۱۴           | «بنداز گردن الکل»          | Eric Stoltz           | یان برنن                                           | ۲۲ فوریه ۲۰۱۱   | ۱۰٫۵۸                          |
| ۳۷             | ۱۵           | «سکسی»                     | رایان مورفی           | برد فالکچاک                                        | ۸ مارس ۲۰۱۱     | ۱۱٫۹۲                          |
| ۳۸             | ۱۶           | «ترانه اصلی»               | Bradley Buecker       | رایان مورفی                                        | ۱۵ مارس ۲۰۱۱    | ۱۱٫۱۵                          |
| ۳۹             | ۱۷           | «یک شب نادیده انگاشتگان»   | Carol Banker          | یان برنن                                           | ۱۹ آوریل ۲۰۱۱   | ۹٫۸۰                           |
| ۴۰             | ۱۸           | «این‌گونه زاده شده‌ام»       | Alfonso Gomez-Rejon   | برد فالکچاک                                        | ۲۶ آوریل ۲۰۱۱   | ۸٫۶۲                           |
| ۴۱             | ۱۹           | «شایعه‌ها»                  | Tim Hunter            | رایان مورفی                                        | ۳ مه ۲۰۱۱       | ۸٫۸۵                           |
| ۴۲             | ۲۰           | «ملکه پرام»                | Eric Stoltz           | یان برنن                                           | ۱۰ مه ۲۰۱۱      | ۹٫۲۹                           |
| ۴۳             | ۲۱           | «خاکسپاری»                 | Bradley Buecker       | رایان مورفی                                        | ۱۷ مه ۲۰۱۱      | ۸٫۹۷                           |
| ۴۴             | ۲۲           | «نیو یورک»                 | برد فالکچاک           | برد فالکچاک                                        | ۲۴ مه ۲۰۱۱      | ۱۱٫۸۰                          |